# St. Johann (Sankt Johannisrain)

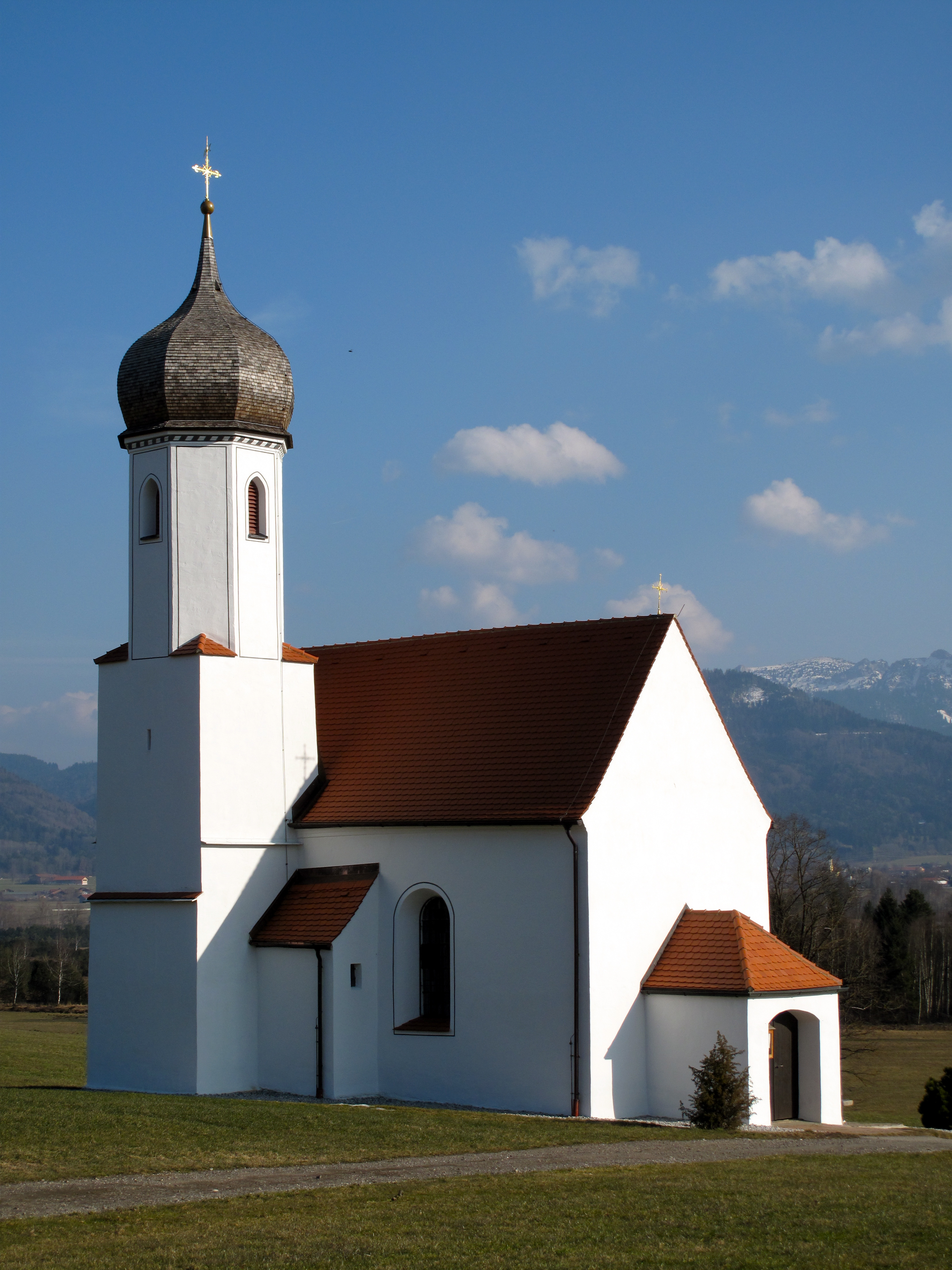
Kirche in Sankt Johannisrain

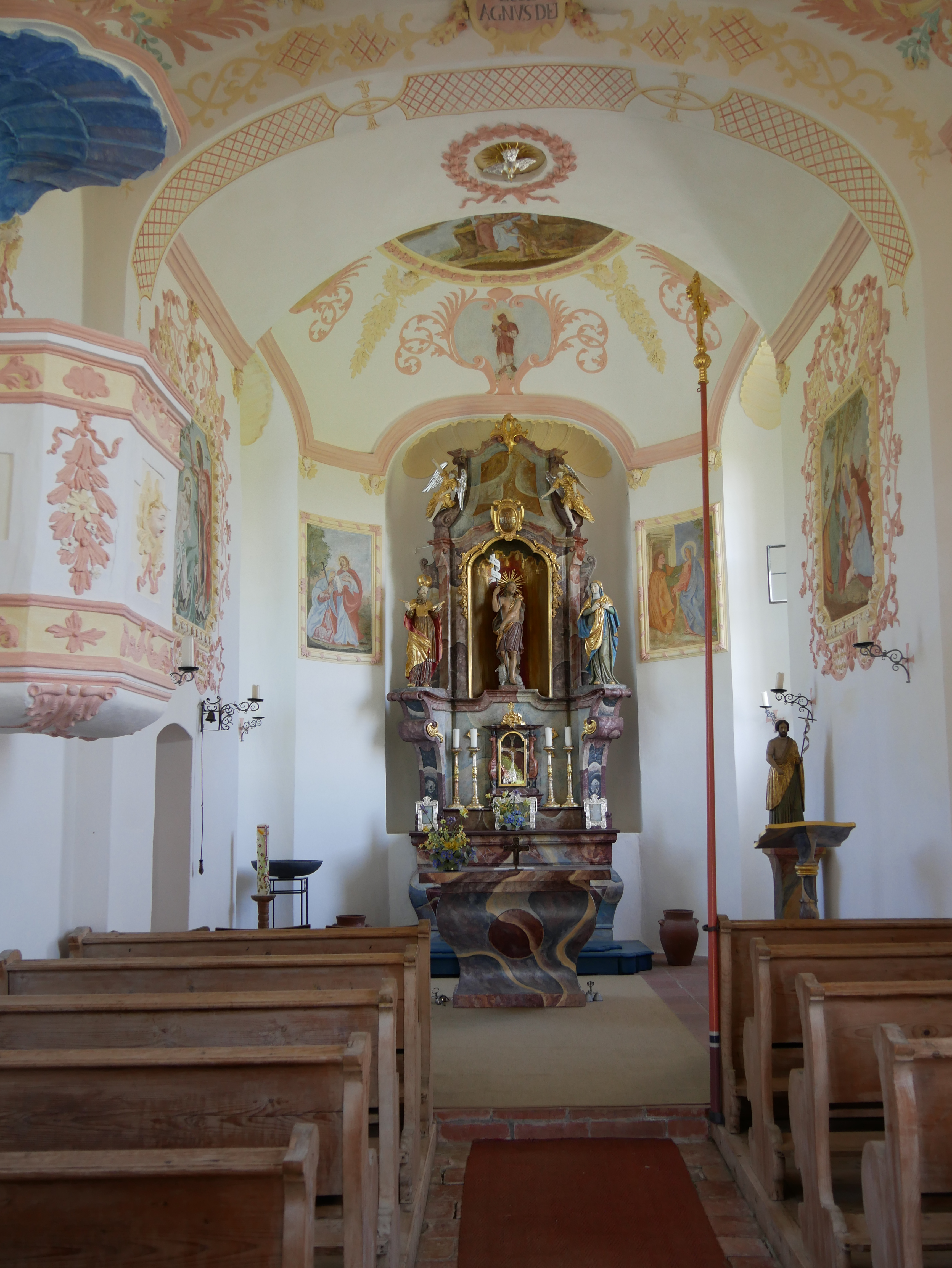
Innenansicht

Die katholische Kapelle St. Johann in Sankt Johannisrain, einem Stadtteil von Penzberg im oberbayerischen Landkreis Weilheim-Schongau, wurde im Kern in gotischer Zeit errichtet. Die Kirche, inmitten von Wiesen südlich von Penzberg gelegen, ist ein geschütztes Baudenkmal.

## Geschichte
Die Kirche gehörte bis zur Säkularisation im Jahr 1803 zum Kloster Schlehdorf. Heute ist St. Johann eine Kapelle der katholischen Pfarrgemeinde Sindelsdorf.

## Beschreibung
Der kleine Saalbau mit leicht eingezogenem polygonalem Chor besitzt einen nördlichen Chorflankenturm und ein kleines Vorzeichen. Die Barockisierung und das Turmoktogon mit Zwiebelhaube durch Joseph Hainz stammen aus der Zeit um 1715/17 und 1733/35. Auch die Malereien und Fresken im Inneren entstanden zu dieser Zeit.
Bertin Butz und die Familie Sonner erhielten im Jahr 2012 die Denkmalschutzmedaille des Freistaates Bayern für ihren Einsatz bei der vorbildlichen Renovierung des Baudenkmals.